# Canton de Héricourt-Est
Le canton de Héricourt-Est est un ancien canton français situé dans le département de la Haute-Saône et la région Franche-Comté.

## Histoire
Canton créé en 1985.
Pour l'ancien canton de Héricourt (1833 à 1985) , voir canton de Héricourt-Ouest.

## Administration
| Période | Période          | Identité             | Étiquette | Qualité                                                          |
| ------- | ---------------- | -------------------- | --------- | ---------------------------------------------------------------- |
| 1985    | 2007 (démission) | Jean-Michel Villaumé | PS        | Retraité de l'enseignement, maire d'Héricourt Député (2007-2017) |
| 2007    | 2015             | Jean-Jacques Joly    | PS        | conseiller municipal d'Héricourt                                 |

## Composition
| Fresne Scey Dampierre Champlitte Champagney Faucogney Lux St-Sauveur Mélisey Rioz Marnay Gy Autrey Gray Montbozon Saulx Port-s-Saône Combeauf. Vitrey Jussey Vauvillers St-Loup Amance Lure-Nord Lure-Sud Villersexel V.E. V.O. Noroy H.O. H.E. Pesmes |

Le canton de Héricourt-Est groupe 7 communes et compte 10 869 habitants (recensement de 2010, population municipale).
| Nom                        | Code Insee | Intercommunalité       | Population (dernière pop. légale)             |
| -------------------------- | ---------- | ---------------------- | --------------------------------------------- |
| Héricourt (chef-lieu)      | 70285      | CC du pays d'Héricourt | Fraction : 6 703(2012) Commune : 9 967 (2014) |
| Brevilliers                | 70096      | CC du pays d'Héricourt | 611 (2014)                                    |
| Chagey                     | 70116      | CC du pays d'Héricourt | 655 (2014)                                    |
| Châlonvillars              | 70117      | CC du pays d'Héricourt | 1 255 (2014)                                  |
| Échenans-sous-Mont-Vaudois | 70206      | CC du pays d'Héricourt | 491 (2014)                                    |
| Luze                       | 70312      | CC du pays d'Héricourt | 720 (2014)                                    |
| Mandrevillars              | 70330      | CC du pays d'Héricourt | 231 (2014)                                    |

## Démographie
| 1962 | 1968 | 1975 | 1982 | 1990 | 1999   | 2009 |
| ---- | ---- | ---- | ---- | ---- | ------ | ---- |
| -    | -    | -    | -    | -    | 10 637 | -    |